# Giacinto Hintz
Giacinto Hintz (Sičioniai, ... – Cagliari, 1812) è stato un domenicano russo di origini polacche.

## Carriera accademica
Grazie alla sua fama di esperto, fu nominato professore di Sacra Scrittura e lingue orientali dell'Università di Cagliari, nel 1770, in sostituzione di padre Paolo Maria Oggero, il quale chiedeva di poter lasciare l'isola per ragioni di salute. Hintz mantenne la cattedra per oltre quarant'anni. A lui si deve la scoperta e la prima trascrizione della Stele di Nora. Oltre ai suoi studi, egli è ricordato anche per aver aperto la Biblioteca dell'Università alla popolazione cagliaritana.